# National Second Division
La National Second Division, nota anche come NSD o NST, è il secondo livello calcistico in Australia. A livello nazionale, è di un grado inferiore alla A-League Men. Il campionato è diretto dalla Football Australia, la principale federazione del paese.

## Storia
Nel 2017 viene annunciata la creazione di una nuova seconda divisione calcistica in Australia, denominata NSD.
Il campionato comincerà a partire dalla stagione 2025, dopo essere stato posticipato per diverse volte nel corso delle stagioni precedenti.

## Squadre partecipanti
Stagione 2025.
(Lista aggiornata a novembre 2023)
- APIA Leichhardt
- Avondale
- Marconi Stallions
- Preston Lions
- South Melbourne
- Sydney Olympic
- Sydney Utd 58
- Wollongong Wolves

## Albo d'oro

### Vincitori della NSD
- 2025 - Template:Calcio